# Koningstheateracademie
De Koningstheateracademie (KTA) is een Nederlandse cabaretopleiding in 's-Hertogenbosch. De Koningstheateracademie biedt een vierjarige hbo-cabaretopleiding aan voor studenten vanaf 17 jaar. De Koningstheateracademie hoort sinds 2022 bij Avans Hogeschool, en is sindsdien ook een door de overheid gefinancierde opleiding. De Bachelor Cabaret is onderdeel van de ACI (Avans Creative Innovation); een cluster binnen Avans, bestaande uit vijf opleidingen die gericht zijn op kunst en creativiteit. Het voltijds opleidingsprogramma van de Koningstheateracademie is officieel geaccrediteerd tot allereerste 'Bachelor Cabaret' in Nederland. Naast het voltijd hbo-programma biedt de Koningstheateracademie ook een vooropleiding aan.

## Geschiedenis
De academie ontstond in 1999 op initiatief van Anna UitdeHaag en Frank Verhallen. In 2003 werd Anna UitdeHaag zakelijk- en artistiek directeur van de opleiding. De opleiding is geboren vanuit de constatering dat veel jonge, opkomende cabaretiers in die tijd snel opgebrand raakten, en het idee hen te voorzien van de nodige handvatten om het lang vol te kunnen houden in het werkveld. Wat begon als een wekelijkse avondcursus in het Koningstheater, groeide in vijftien jaar uit tot het huidige hbo-programma 'Bachelor Cabaret'.

## Bekende alumni
Voormalig studenten Koningstheateracademie zijn onder andere:
- Andries Tunru
- Anne Neuteboom
- Elke Vierveijzer
- Jan Beuving
- Jochen Otten
- Katinka Polderman
- Kiki Schippers
- Kirsten van Teijn
- Leo Alkemade
- Louise Korthals
- Marco Lopes
- Nathalie Baartman
- Patrick Nederkoorn
- Pieter Derks
- Tim Hartog
- Tomias Keno